# دستری دوباره می‌راند (فیلم ۱۹۳۲)
دستری دوباره می‌راند (انگلیسی: Destry Rides Again) فیلمی در ژانر وسترن است که در سال ۱۹۳۲ منتشر شد.